# Schleichkatzen
Die Schleichkatzen (Viverridae) sind eine Familie der Katzenartigen. Es sind kleine bis mittelgroße Raubtiere, die mit rund 35 Arten in Afrika und Eurasien vertreten sind.

## Merkmale
Schleichkatzen erinnern auf den ersten Blick an Katzen, sind aber oft durch die lange Schnauze, die langgestreckten Körper und die kurzen Gliedmaßen von diesen unterschieden. Ihr Fell ist häufig durch eine mit Bändern und Flecken versehene Fellzeichnung charakterisiert, es gibt aber auch einfarbige Arten. Der Kopf ist langgestreckt, die spitze Schnauze beherbergt 32 bis 40 Zähne. Die Ohren sind klein und oft zugespitzt. Die kurzen Beine enden meist in fünf Zehen, die Krallen können eingezogen werden. Der Schwanz ist in den meisten Fällen lang, oft buschig und mit Querstreifen oder anderen Musterungen versehen. Ein weiteres Merkmal vieler Arten sind die Perianaldrüsen, die ein streng riechendes Sekret verspritzen können, um ihr Revier zu markieren oder Feinde abzuwehren. 
Schleichkatzen erreichen je nach Art eine Kopf-Rumpf-Länge von 35 bis 95 Zentimetern, eine Schwanzlänge von 13 bis 90 Zentimeter und ein Gewicht von 0,6 bis 20 Kilogramm.

## Verbreitung
Die größte Artenvielfalt erreichen die Schleichkatzen in Süd- und Südostasien, wo sie von Indien über Südchina bis Indonesien und den Philippinen verbreitet sind. Sie finden sich auch in ganz Afrika und auf der Arabischen Halbinsel. Eine Art, die Kleinfleck-Ginsterkatze, ist auch im südwestlichen Europa beheimatet. Schleichkatzen leben meist in Wäldern, manchmal auch in Buschland und in Savannen.

## Lebensweise

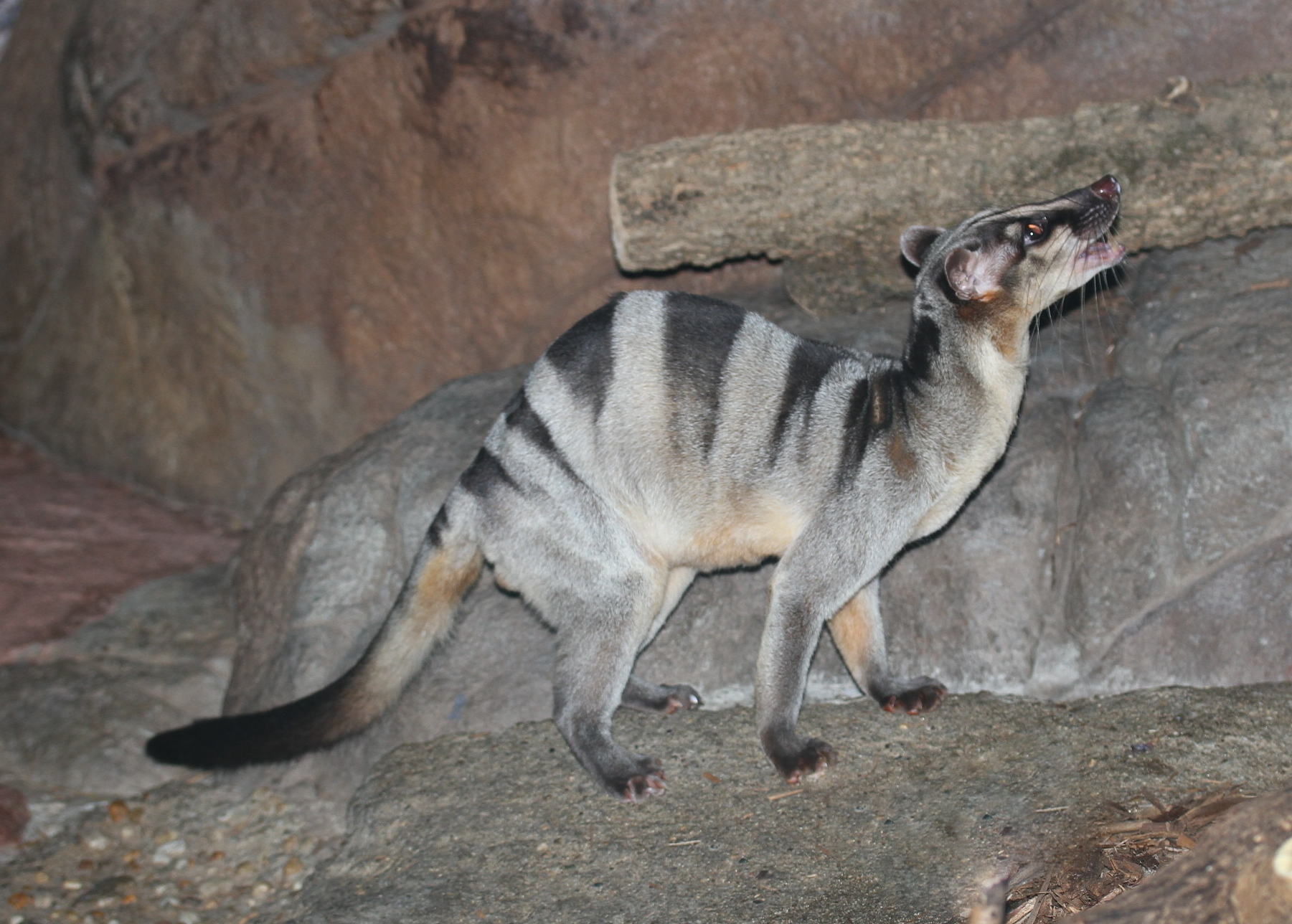
Bänderroller

Generell sind Schleichkatzen nachtaktiv und schlafen tagsüber in Baumhöhlen oder Erdlöchern. Viele Arten sind gute Kletterer und leben meist auf Bäumen, der Binturong hat als einzige Art einen Greifschwanz entwickelt. Andere Arten wie die Zibetkatzen finden sich dagegen mehr am Boden. Zwei Arten, die Wasserzivette und die Otterzivette, führen eine semi-aquatische Lebensweise.
Die meisten Arten leben als Einzelgänger und meiden außerhalb der Paarungszeit den Kontakt zu Artgenossen. Manche Arten leben in Paaren oder kleinen Familiengruppen, größere Gruppen sind in dieser Familie unüblich. Schleichkatzen sind überwiegend territoriale Tiere, die ihr Revier mit dem Sekret ihrer Analdrüse markieren.

## Nahrung
Schleichkatzen sind in der Regel Allesfresser. Viele Arten sind geschickte Jäger, die sich an ihre Beute anschleichen oder sie aus einem Versteck überrumpeln. Kleine Wirbeltiere zählen ebenso zu ihrer Nahrung wie Insekten, Würmer und Vogeleier. Manche Arten verzehren auch Aas. Pflanzliche Nahrung wie Früchte und Nüsse ergänzen den Speiseplan.

## Fortpflanzung
In der Regel kann das Weibchen zwei Mal im Jahr Nachwuchs zur Welt bringen, die Wurfgröße liegt zwischen eins und sechs. Jungtiere kommen mit geschlossenen Augen, aber behaart zur Welt. Die Lebenserwartung dürfte bei den meisten Arten zwischen fünf und 15 Jahren liegen.

## Schleichkatzen und Menschen
Eine Reihe von Arten wird vom Menschen wirtschaftlich genutzt, insbesondere die Zibetkatzen, aus deren Analdrüsensekret Zibet gewonnen wurde, das in der Parfümherstellung eine wichtige Rolle spielt. Heute wird es aber meist aus künstlichen Ersatzstoffen erzeugt. Der Fleckenmusang ist für seine Rolle bei der Produktion des Kopi-Luwak-Kaffees bekannt. Das Fleisch einiger Arten wird gegessen, im Fall des Larvenrollers könnte auf diese Weise das SARS-Virus auf den Menschen übertragen worden sein.
Die heutige Hauptbedrohung der Schleichkatzen ist der Verlust ihres Lebensraums, insbesondere die waldbewohnenden Arten werden durch großflächige Waldrodungen in Mitleidenschaft gezogen. Einige Arten gelten laut IUCN als gefährdet oder bedroht.

## Systematik
Schleichkatzen sind nahe verwandt mit den Mangusten (Herpestidae), die früher zu dieser Familie gerechnet wurden, heute aber von diesen als separate Familie abgetrennt betrachtet werden. Sie gehören innerhalb der Raubtiere zu den Katzenartigen.

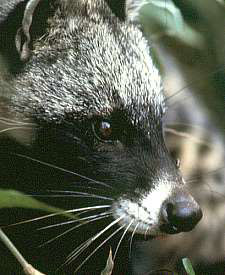
Kopf einer Zibetkatze

Die Schleichkatzen lassen sich folgendermaßen in Unterfamilien und Gattungen einteilen:
- Unterfamilie Zibetkatzen (Viverrinae)
  - Afrikanische Zibetkatze (Civettictis civetta)
  - Asiatische Zibetkatzen (Viverra), 4 Arten
  - Kleine Indische Zibetkatze (Viverricula indica)
- Unterfamilie Genettinae
  - Ginsterkatzen (Genetta), 15 Arten
  - Pojanas oder Afrikanische Linsangs (Poiana), 2 Arten
- Unterfamilie Palmenroller (Paradoxurinae)
  - Binturong (Arctictis binturong)
  - Streifenroller (Arctogalidia trivirgata)
  - Sulawesi-Roller (Macrogalidia musschenbroekii)
  - Larvenroller (Paguma larvata)
  - Musangs (Paradoxurus), 5 Arten
- Unterfamilie Bänder- und Otterzivetten (Hemigalinae)
  - Fleckenroller (Chrotogale owstoni)
  - Otterzivette (Cynogale bennettii)
  - Schlichtroller (Diplogale hosei)
  - Bänderroller (Hemigalus derbyanus)

Der Pardelroller, der früher zu den Schleichkatzen gerechnet wurde, gilt heute als Vertreter einer eigenen Familie, Nandiniidae. Ebenso bilden die Linsangs (Prionodon) heute eine eigenständige Familie, Prionodontidae. Auch mehrere Arten aus Madagaskar, namentlich Fossa, Falanuk und Fanaloka, zählen heute nicht mehr zu den Schleichkatzen, sondern werden unter Madagassische Raubtiere (Eupleridae) geführt.

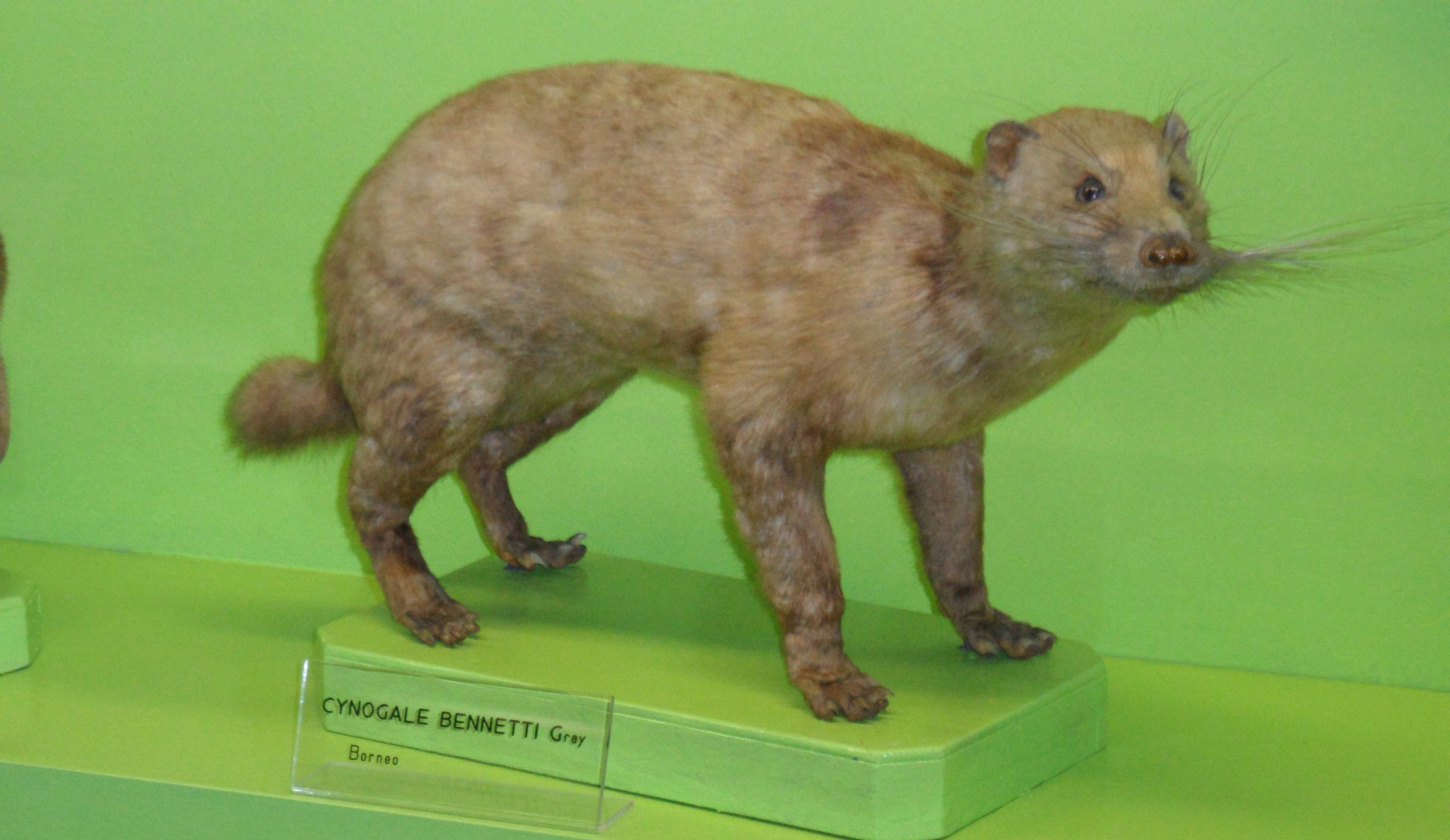
Cynogale bennettii
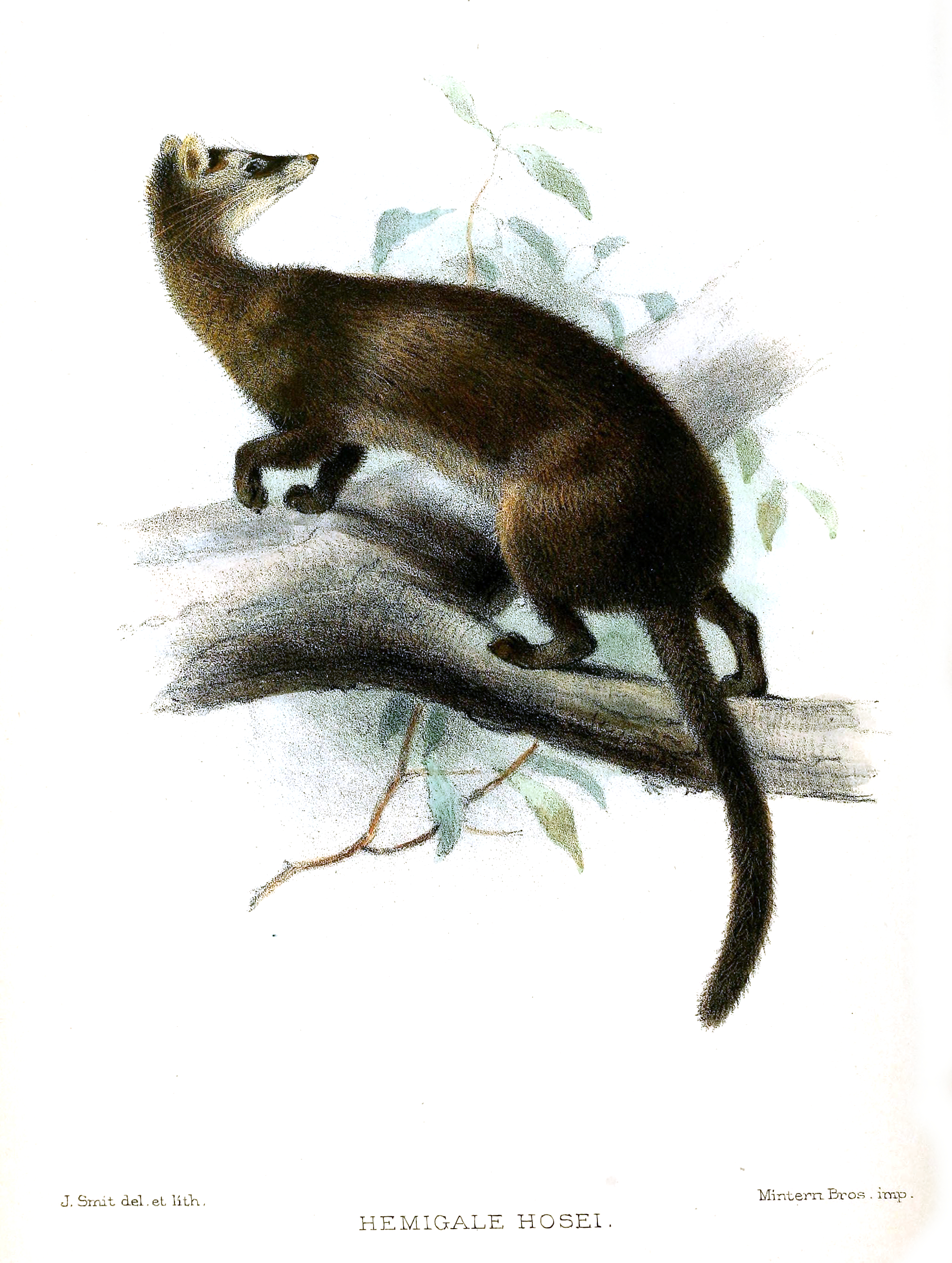
Diplogale hosei
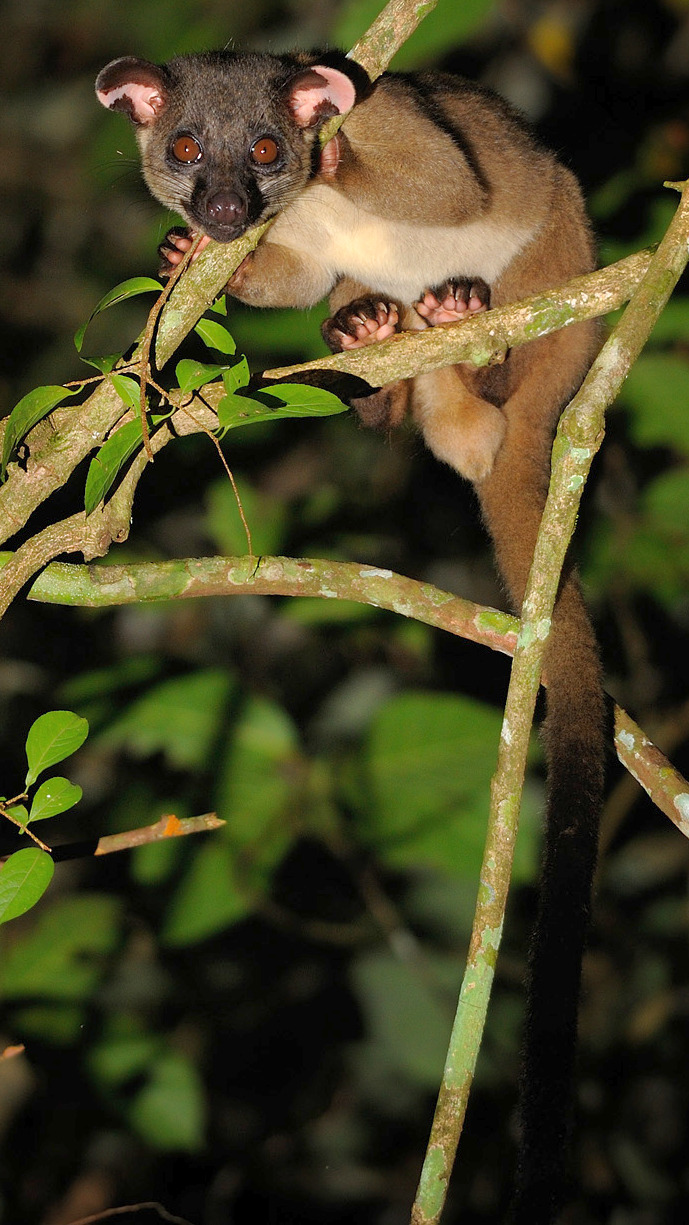
Arctogalidia trivirgata
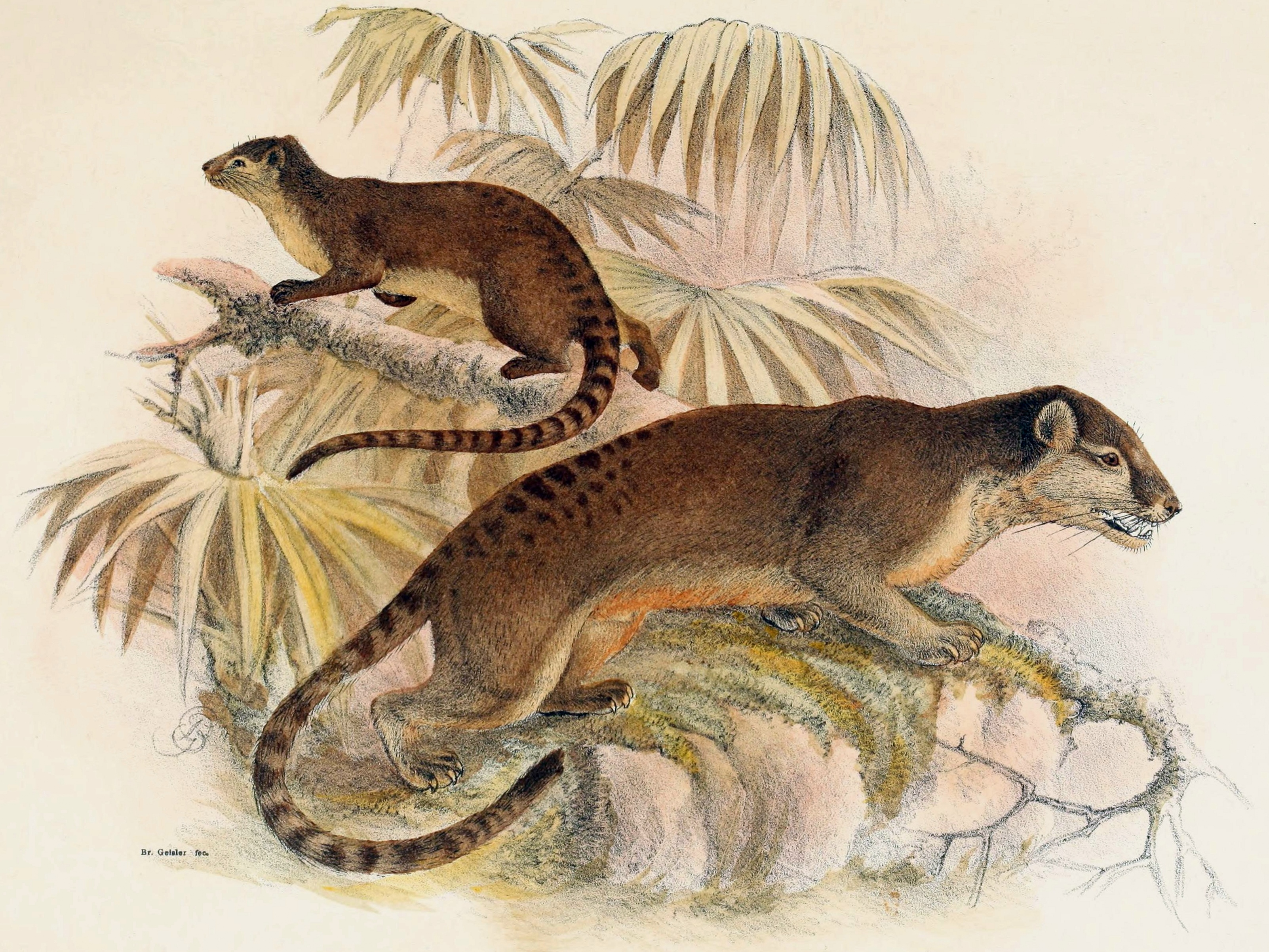
Macrogalidia musschenbroekii
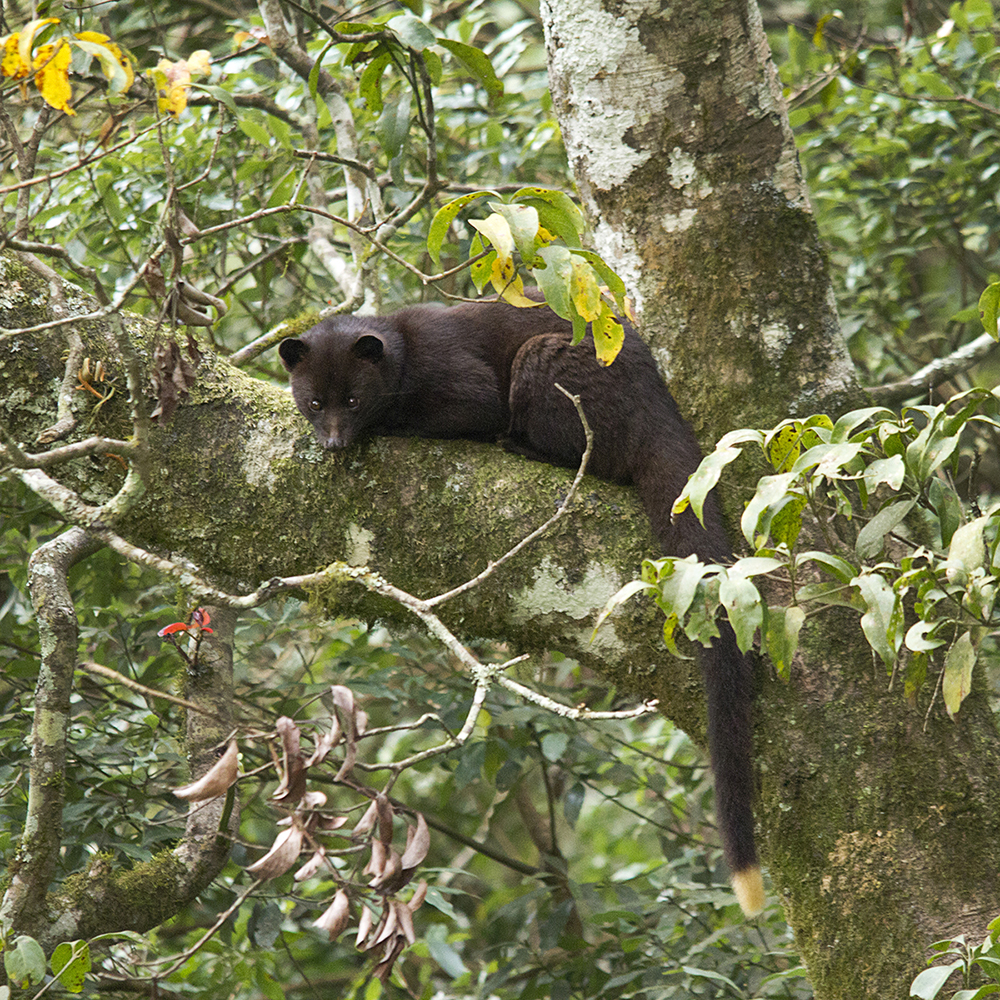
Paradoxurus jerdoni
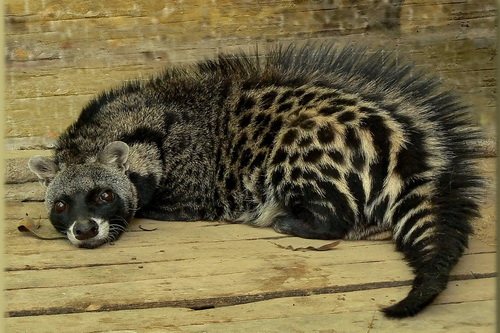
Civettictis civetta
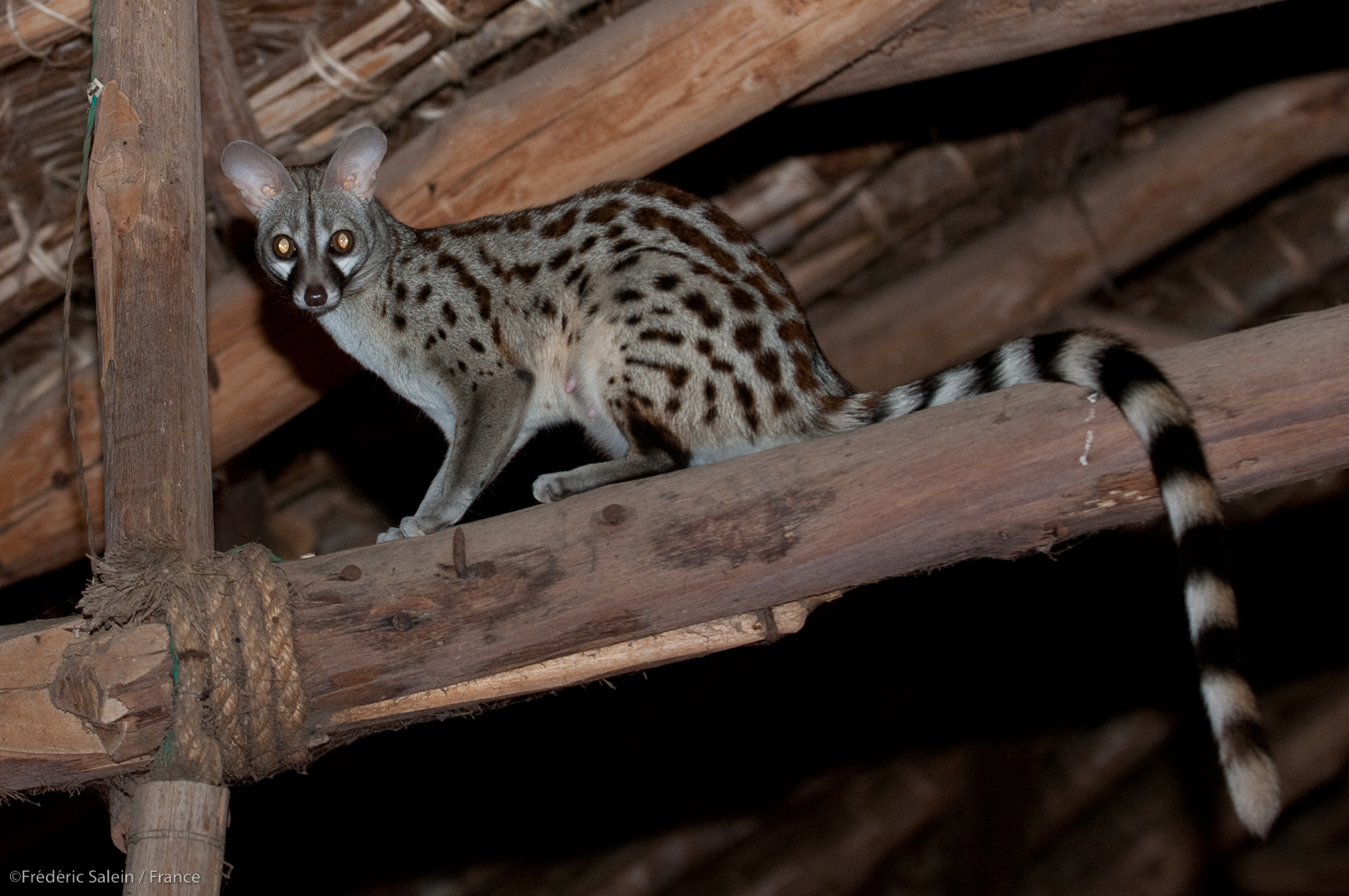
Genetta genetta
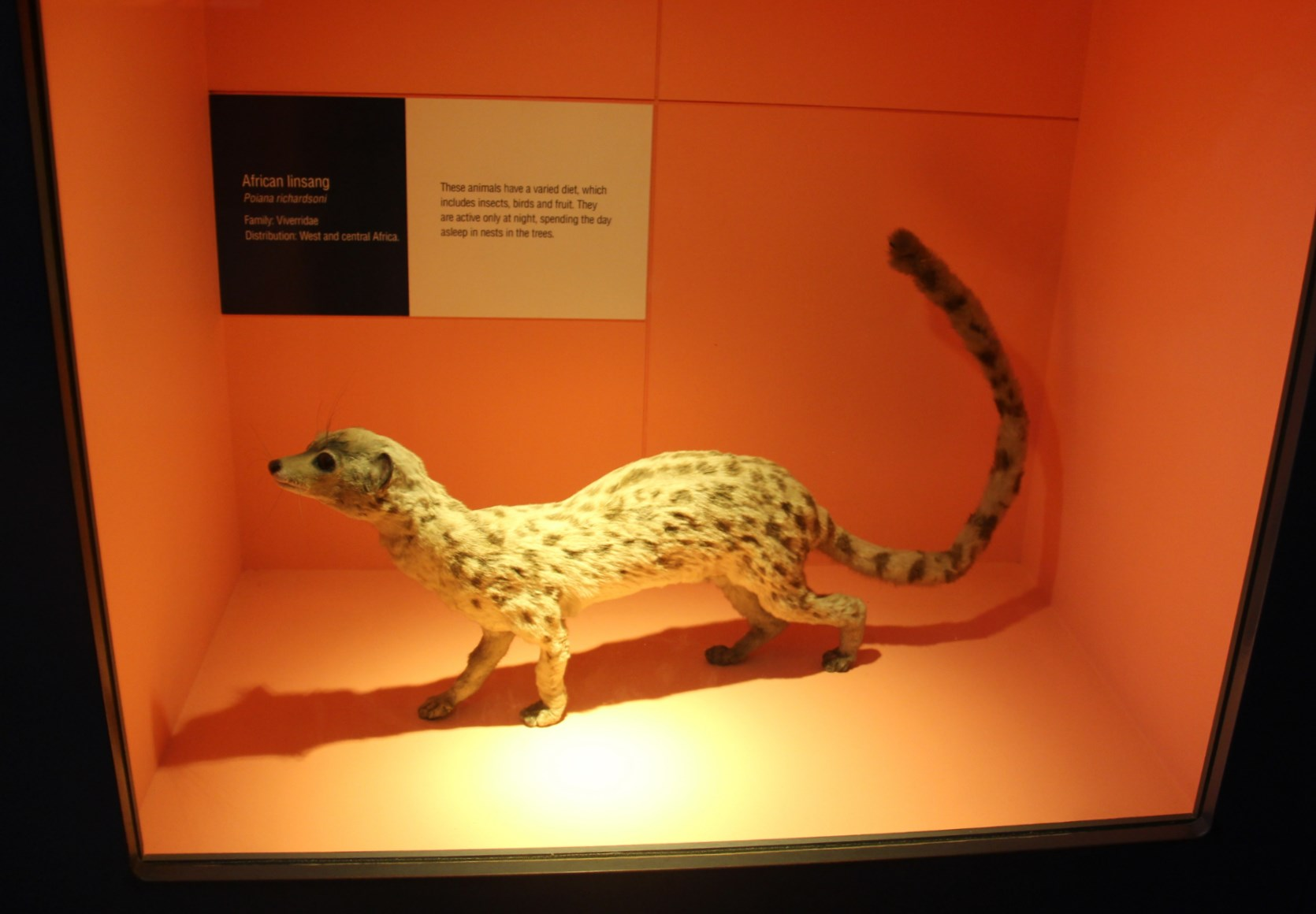
Poiana richardsonii
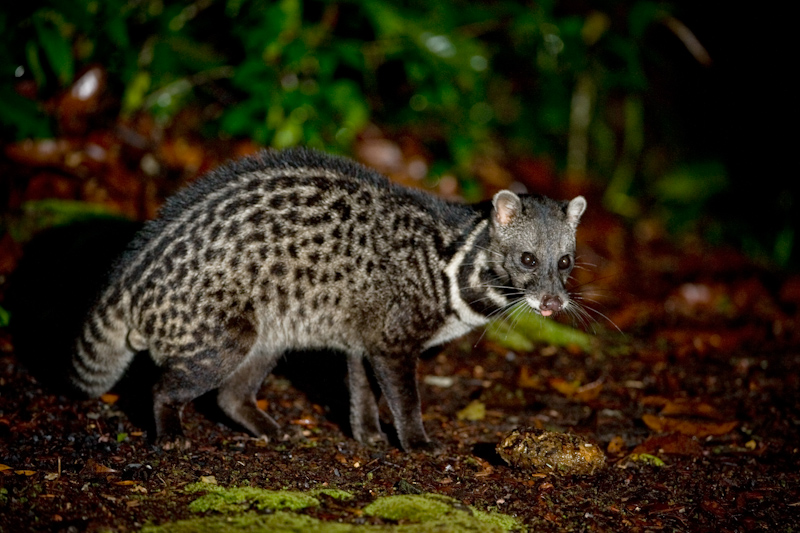
Viverra tangalunga
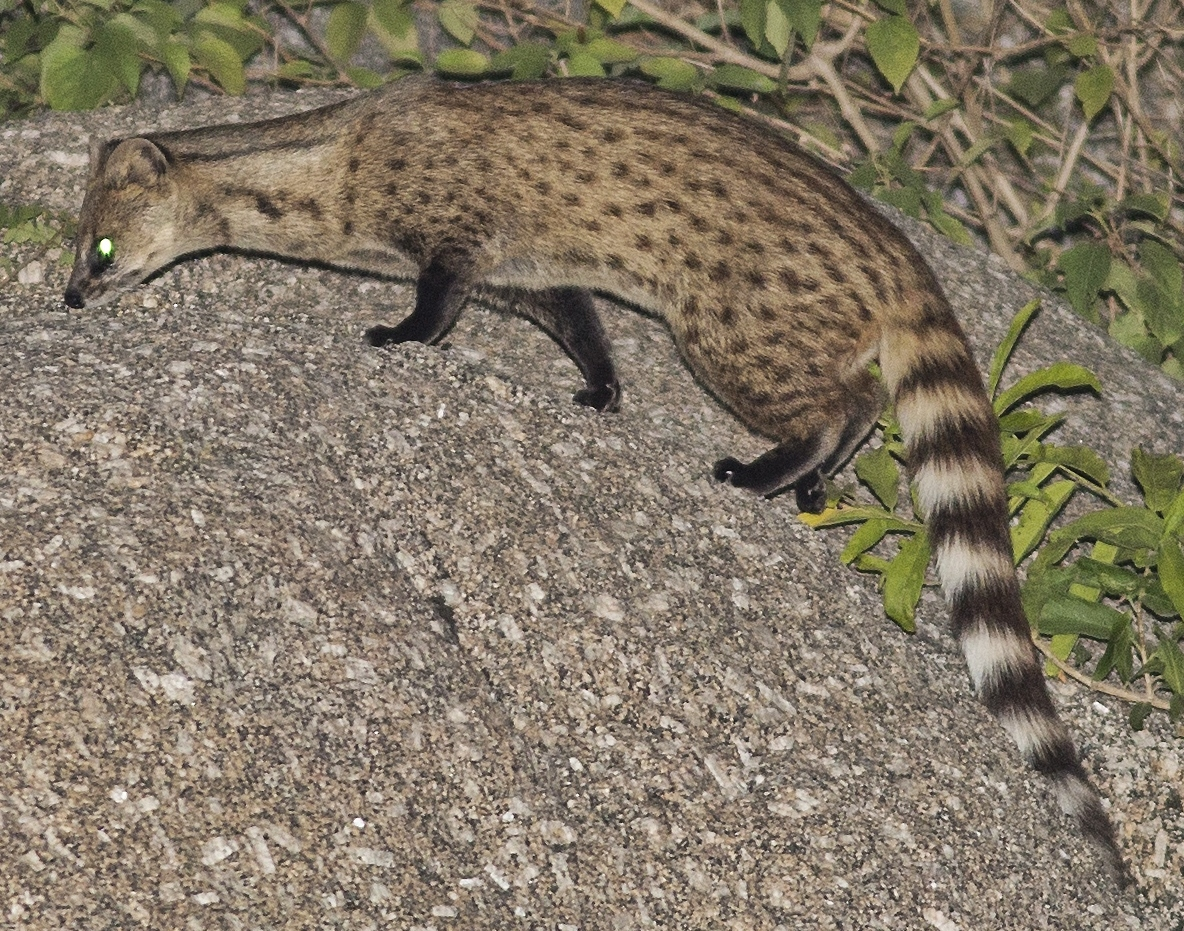
Viverricula indica